# 372 هـ
372 هـ هي سنة في التقويم الهجري امتدت مقابلةً في التقويم الميلادي بين سنتي 982 و983.

## وفيات
- عضد الدولة
- جعفر بن عثمان المصحفي